# Jordi Turtós Orbañanos
Jordi Turtós Orbañanos és un periodista musical català. Llicenciat en Ciències de la Informació per la UAB en 1979, és periodista musical des de llavors i cofundador de Ràdio Ciutat de Badalona (emissora municipal) el 1981. Ha col·laborat en diversos mitjans de premsa com: ABC, Diari de Barcelona, La Vanguardia, Rockdelux, Efe Eme, Ritmos del Mundo, Sons... A la ràdio: Radio Nacional de España (Radio 1, Ràdio 4…), Ona Catalana, COM Ràdio, M-80… Treballa a Televisió de Catalunya des de 1990, a programes com: SPUTNIK, Autògrafs, De Prop, Flamenc-o o Via Lliure. També ha realitzat diversos documentals musicals per a TV i és coautor, amb Magda Bonet, del llibre Cantautores en España (1998). Coordinador de l'Enciclopèdia de la música moderna de Ed. Planeta (2004), és també professor de cursos de postgrau a les universitats Pompeu Fabra i Ramon Llull. Com a programador musical ha treballat per: Blues i Ritmes (Badalona 1999-2004), FIMPT (Vilanova, 2000-2008), Mercat de Música Viva, (Vic, 2001-2003), Fòrum de les Cultures (Barcelona, 2004). Des del 2010 és programador dels escenaris musicals de les Festes de la Mercè de Barcelona.